# Ґолоти (Мазовецьке воєводство)
Ґолоти (пол. Gołoty) — село в Польщі, у гміні Цеханув Цехановського повіту Мазовецького воєводства.
Населення — 37 осіб (2011).
У 1975-1998 роках село належало до Цехановського воєводства.

## Демографія
Демографічна структура станом на 31 березня 2011 року:
|          | Загалом | Допрацездатний вік | Працездатний вік | Постпрацездатний вік |
| -------- | ------- | ------------------ | ---------------- | -------------------- |
| Чоловіки | 23      | 1                  | 20               | 2                    |
| Жінки    | 14      | 1                  | 9                | 4                    |
| Разом    | 37      | 2                  | 29               | 6                    |